# Mihai Teodorescu
Mihai Teodorescu (n. 14 septembrie 1930) este un fost senator român în legislatura 1990-1992 ales în județul Botoșani pe listele partidului FSN și a fost membru în grupurile parlamentare de prietenie cu Republica Franceză-Senat și Regatul Thailanda. În legislatura 1992-1992, Mihai Teodorescu a fost ales deputat în județul Botoșani pe listele partidului PDSR.